# Biu Jee
La forma de Biu Jee es la tercera forma de Wing Chun, famoso estilo de Kung Fu del sur de China. 
Tradicionalmente su enseñanza era reservada solo a los alumnos avanzados, concepto que ha cambiado...El uso de esta forma o movimientos de la misma en un combate real, solo se apreciarán cuando sea un encuentro en el que existe una emergencia, para definir con rapidez el final del combate, normalmente en las que el practicante de Wing Chun se halla en una situación de desventaja.
- Datos: Q1131962